# Autostrada A99a (Niemcy)
Autostrada federalna A99a (niem. Bundesautobahn 99a (BAB 99a), Autobahn 99a (A99a)), znana także jako Łącznik Eschenried (niem. Eschenrieder Spange) – łącznica autostradowa w Niemczech pomiędzy węzłami Dreieck München-Allach a Dreieck München-Eschenried. Oficjalnie nie posiada odrębnego numeru i jest traktowana jako część A99.
Łącznik został oddany do użytku 5 września 1998 roku, przed budową węzła Kreuz München-West. Z dzisiejszej perspektywy trasa służy jako skrót między A8 ze Stuttgartu i A99 do węzła Kreuz München-Nord, ponieważ węzeł Kreuz München-West, gdzie krzyżują się te autostrady, znajduje się kilka kilometrów na południe. Dlatego oba punkty końcowe A99a mają tylko łącznice w kierunku Augsburg/Stuttgart lub Monachium-Północ. Autostrada biegnie na całej długości równolegle do kolejowej obwodnicy Nordring.
Do lata 2012 roku skrzyżowanie autostrad Kreuz München-West nie posiadało dwóch łącznic, których rolę pełni obecnie Eschenrieder Spange. Nie było również możliwe dotarcie do węzła München-Langwied (odcinek Kreuz München-West – Dreieck München-Eschenried) na autostradzie A8 z północnej części autostrady A99.

## Natężenie ruchu
W 2015 r. istniał automatyczny punkt pomiaru wzdłuż Eschenrieder Spange, jednak nie są dostępne informacje dotyczące średniego natężenia ruchu w tym okresie. Poniżej znajdują się dane z 2014 roku:
| Punkt pomiaru                    | Dzienne natężenie ruchu | Dzienne natężenie ruchu ciężkiego |
| -------------------------------- | ----------------------- | --------------------------------- |
| AD München–Eschenried (O) (9774) | 57572                   | 8406                              |

Od 1 stycznia 2016 roku utrzymaniem drogi zajmuje się autobahnplus Services.

## Odcinki międzynarodowe
Autostrada w całości jest częścią trasy europejskiej E52.